# Lista odcinków serialu Miasteczko Wayward Pines
Poniżej znajduje się lista odcinków serialu telewizyjnego Miasteczko Wayward Pines – emitowanego przez amerykańską stację telewizyjną FOX od 14 maja 2015 roku do 27 lipca 2016 roku. Powstały dwa sezonu, które składają się z 20 odcinków. W Polsce był emitowany od 14 maja 2015 roku do 20 października 2016 roku przez Fox Polska.
| Sezon | Sezon | Odcinki | Oryginalna emisja | Oryginalna emisja | Oryginalna emisja | Oryginalna emisja    | Oryginalna emisja |
| Sezon | Sezon | Odcinki | Premiera sezonu   | Finał sezonu      | Premiera sezonu   | Finał sezonu         |                   |
| ----- | ----- | ------- | ----------------- | ----------------- | ----------------- | -------------------- | ----------------- |
|       | 1     | 10      | 14 maja 2015      | 23 lipca 2015     | 14 maja 2015      | 23 lipca 2015        |                   |
|       | 2     | 10      | 25 maja 2016      | 27 lipca 2016     | 25 sierpnia 2016  | 20 października 2016 |                   |

## Sezon 1 (2015)
| Nr | #  | Tytuł                                           | Polski tytuł                                  | Reżyseria          | Scenariusz                                          | Premiera        | Premiera        |
| -- | -- | ----------------------------------------------- | --------------------------------------------- | ------------------ | --------------------------------------------------- | --------------- | --------------- |
| 1  | 1  | Where Paradise Is Home                          | Gdy raj to dom                                | M. Night Shyamalan | Chad Hodge                                          | 14 maja 2015    | 14 maja 2015    |
| 2  | 2  | Do Not Discuss Your Life Before                 | Nie rozmawiaj o poprzednim życiu              | Charlotte Sieling  | Chad Hodge                                          | 21 maja 2015    | 21 maja 2015    |
| 3  | 3  | Our Town, Our Law                               | Nasze miasto, nasze prawo                     | Zal Batmanglij     | Chad Hodge                                          | 28 maja 2015    | 28 maja 2015    |
| 4  | 4  | One of Our Senior Realtors Has Chosen to Retire | Jeden z naszych agentów odchodzi na emeryturę | Zal Batmanglij     | Steven Levenson                                     | 4 czerwca 2015  | 4 czerwca 2015  |
| 5  | 5  | The Truth                                       | Cała prawda                                   | James Foley        | Blake Crouch                                        | 11 czerwca 2015 | 11 czerwca 2015 |
| 6  | 6  | Choices                                         | Wybory                                        | Jeff T. Thomas     | Ross Duffer, Matt Duffer, Brett Conrad              | 25 czerwca 2015 | 25 czerwca 2015 |
| 7  | 7  | Betrayal                                        | Zdrada                                        | Steve Shill        | Rob Fresco                                          | 2 lipca 2015    | 2 lipca 2015    |
| 8  | 8  | The Friendliest Place on Earth                  | Najprzyjaźniejsze miejsce na Ziemi            | Tim Hunter         | Patrick Aison, Rob Fresco, Chad Hodge, Blake Crouch | 9 lipca 2015    | 9 lipca 2015    |
| 9  | 9  | A Reckoning                                     | Rozrachunek                                   | Nimród Antal       | Matt Duffer, Ross Duffer                            | 16 lipca 2015   | 16 lipca 2015   |
| 10 | 10 | Cycle                                           | Cykl                                          | Tim Hunter         | Matt Duffer, Ross Duffer, Chad Hodge, Blake Crouch  | 23 lipca 2015   | 23 lipca 2015   |

## Sezon 2 (2016)
| Nr | #  | Tytuł                             | Polski tytuł               | Reżyseria       | Scenariusz                      | Premiera FOX    | Premiera Fox Polska  |
| -- | -- | --------------------------------- | -------------------------- | --------------- | ------------------------------- | --------------- | -------------------- |
| 11 | 1  | Enemy Lines                       | Linie wroga                | David Petrarca  | Mark Friedman                   | 25 maja 2016    | 25 sierpnia 2016     |
| 12 | 2  | Blood Harvest                     | Krwawe zbiory              | Brad Turner     | Mark Friedman, Michael R. Perry | 1 czerwca 2016  | 1 września 2016      |
| 13 | 3  | Once Upon a Time in Wayward Pines | Dawno temu w Wayward Pines | John Krokidas   | Anna Fricke                     | 8 czerwca 2016  | 8 września 2016      |
| 14 | 4  | Exit Strategy                     | Strategia wyjścia          | Ti West         | Nazrin Choudhury                | 15 czerwca 2016 | 15 września 2016     |
| 15 | 5  | Sound The Alarm                   | Alarm                      | Alrick Riley    | Edward Ricourt                  | 22 czerwca 2016 | 22 września 2016     |
| 16 | 6  | City Upon A Hill                  | Miasto na wzgórzu          | Vincenzo Natali | Tyler Hisel                     | 29 czerwca 2016 | 29 września 2016     |
| 17 | 7  | Time Will Tell                    | Czas pokaże                | Jeff T. Thomas  | Anna Fricke                     | 6 lipca 2016    | 6 października 2016  |
| 18 | 8  | Pass Judgment                     | Wydawanie opinii           | Jennifer Lynch  | Seamus Kevin Fahey              | 13 lipca 2016   | 6 października 2016  |
| 19 | 9  | Walcott Prep                      | Szkoła podstawowa          | Mathias Herndl  | Mark Friedman                   | 20 lipca 2016   | 13 października 2016 |
| 20 | 10 | Bedtime Story                     | Bajka na dobranoc          | Ti West         | Mark Friedman                   | 27 lipca 2016   | 20 października 2016 |